# Bailleul, Somme
Bailleul là một xã ở tỉnh Somme trong vùng Hauts-de-France, Pháp.

## Địa lý
Thị trấn này tọa lạc in the về phía tây của tỉnh, 5 dặm Anh về phía nam của Abbeville, trên đường D93.

## Dân số
| 1962                                                           | 1968 | 1975 | 1982 | 1990 | 1999 |
| -------------------------------------------------------------- | ---- | ---- | ---- | ---- | ---- |
| 240                                                            | 255  | 226  | 248  | 223  | 232  |
| Số liệu điều tra dân số từ năm 1962, dân số không tính hai lần |      |      |      |      |      |